# Aleksandr Geynrix
Aleksandr Geynrix (Russisch: Александр Рудольфович Гейнрих, Duits: Alexander Heinrich) (Angren, 6 oktober 1984) is een Oezbeeks voetballer. Zijn vader is van Rusland-Duitse afkomst.  

## Biografie
Hij begon zijn carrière bij FK Do'stlik, maar maakte al snel de overstap naar het grote Pachtakor Tasjkent, waar hij kampioen mee werd. In 2002 werd hij verkozen tot Oezbeeks voetballer van het jaar, wat hem een transfer naar CSKA Moskou opleverde. Daar speelde hij echter voornamelijk in het tweede elftal. Hij keerde kort terug naar Pachtakor en trok dan weer richting Moskou om nu voor Torpedo te spelen. In 2007 ging hij voor de derde keer naar Pachtakor en speelde daar nu tot 2011 en werd datzelfde jaar aan de Zuid-Koreaanse club Suwon Bluewings uitgeleend. Na een korte passage bij Emirates uit de VAE ging de club voor het Kazachse Aqtöbe spelen tot 2014. In 2013 werd hij landskampioen met de club. In 2014 speelde hij nog voor Lokomotiv Tasjkent en ging toen opnieuw naar Kazachstan om voor Ordabası Şımkent te spelen. 